# Церковь Казанской иконы Божией Матери (Логиновка)
Церковь во имя Казанской иконы Божией Матери в Логиновке Краснокутского района — объект культурного наследия регионального значения, некогда один из красивейших храмов в Заволжье. Располагается в Логиновке — селе Краснокутского района Саратовской области.

## Предыстория
С момента создания Министерства государственных имуществ в 1837 году в Заволжье переселились тысячи государственных крестьян из малоземельных губерний, и они оказались на первых порах не причисленными ни к каким церквям. Это очень обеспокоило духовную консисторию.
Управляющий Саратовской палатой государственных имуществ, в чьи обязанности входили все вопросы обустройства переселенцев, подготовил специальное предложение о новых церквях по Новоузенскому уезду.

## Молитвенный дом
В соответствии с этими рекомендациями Саратовская духовная консистория дала разрешение на строительство, инженер палаты госимуществ составил план и смету на строительство. Поскольку у переселенцев средств не было, на возведение молитвенного дома был выделен был казённый лес, находившийся в Покровской слободе. Так в Логиновке появился первый молитвенный дом. Молитвенные дома того времени были просты и неказисты.
К молитвенному дому в конце 1840 года был переведен священник Полканов Василий Моисеевич из села Белогродень Вольского уезда и назначен дьячок Тихомолов из философского класса Саратовской духовной семинарии; с 1841 года начали вестись метрические книги и исповедные ведомости.

## Первая церковь
Прихожане, конечно же, хотели иметь полноценную церковь и начали делать необходимые доработки. К 31 декабря 1843 года все было готово, и Саратовская духовная консистория издала указ о необходимости направления депутата для освидетельствования церкви в Нижнем Еруслане. Церковь отвечала необходимым требованиям и вскоре была освящена во имя Казанской иконы Пресвятой Богородицы.